# 山東京山
山東 京山（さんとう きょうざん、明和6年6月15日（1769年7月18日） - 安政5年9月24日（1858年10月30日））は、江戸時代後期の戯作者。本名は岩瀬 百樹（いわせ ももき）。字は鉄梅。号は覧山・涼仙。山東京伝は兄。

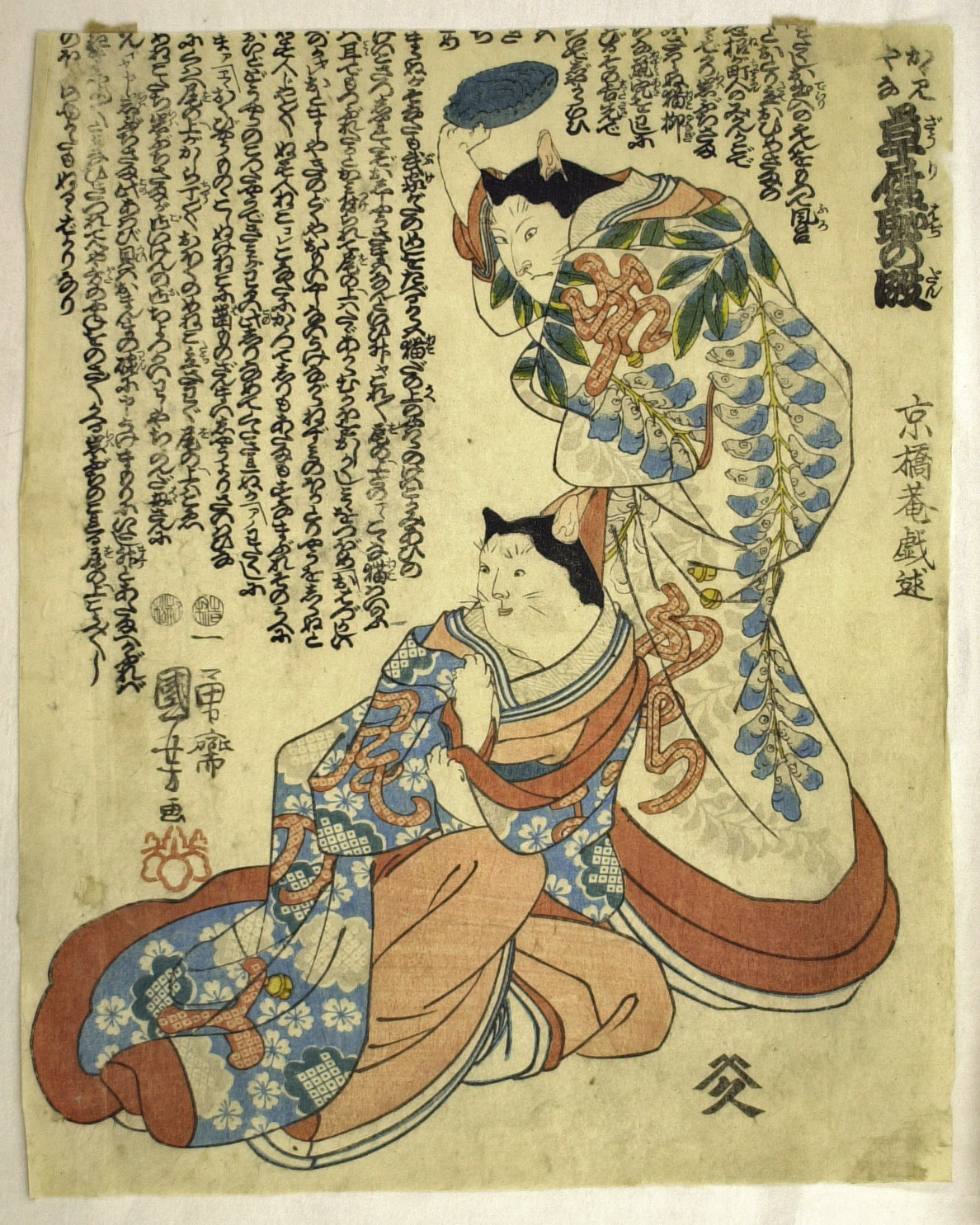
流行猫の戯『かゞ見やま 草履恥の段』山東京山文､歌川国芳画

## 略歴
江戸深川の質屋の次男として生まれる。幼時に漢学や書画を学び、寛政3年（1791年）に外伯母の鵜飼氏の養子となり、助之丞と名乗る。その後、篠山藩などに仕えるが、寛政11年（1799年）に致仕する。同年、京伝の作品に「京山」の名で讃詞を出したのが文芸活動の始まりである。文化元年（1804）頃、佐野東洲の婿養子となるが、文化3年（1806年）頃に離縁、田村養庵の娘と再婚した。
文化4年（1807年）に『復讐妹背山物語』を刊行した後、京橋に移り住み、それ以後は篆刻と合巻・読本執筆を業とした。兄の京伝が死ぬと、兄の子どもの後見役となって京伝の店を繁栄させ、石州流の茶の湯の師匠も務めるなどして、膨大な財を成した。
天保7年（1836年）5月から9月まで越後に滞在し、鈴木牧之『北越雪譜』の刊行に尽力した。「京山人百樹」名義で同書の刪定（添削・修正）にあたった。同作の出版に際して、京伝の死後に感情的にもつれていた曲亭馬琴との関係がさらに悪化した。
天保9年（1838年）剃髪して涼仙と名乗り、晩年まで積極的に執筆活動を行った。1858年（安政5年）、江戸で多くの死者を出したコレラに感染して死去。90歳。

## 作品

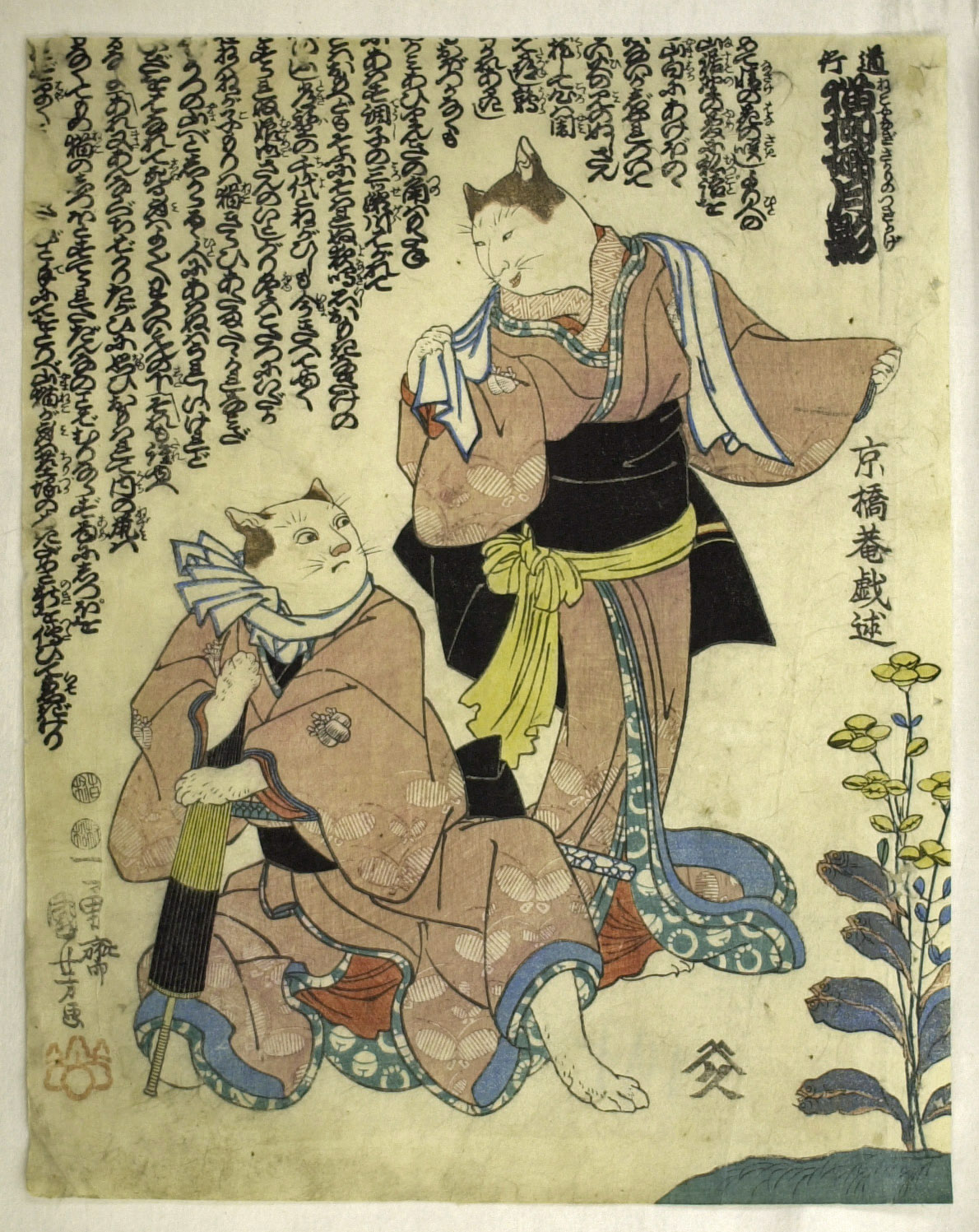
流行猫の戯『道行 猫柳婬月影』山東京山文、歌川国芳画

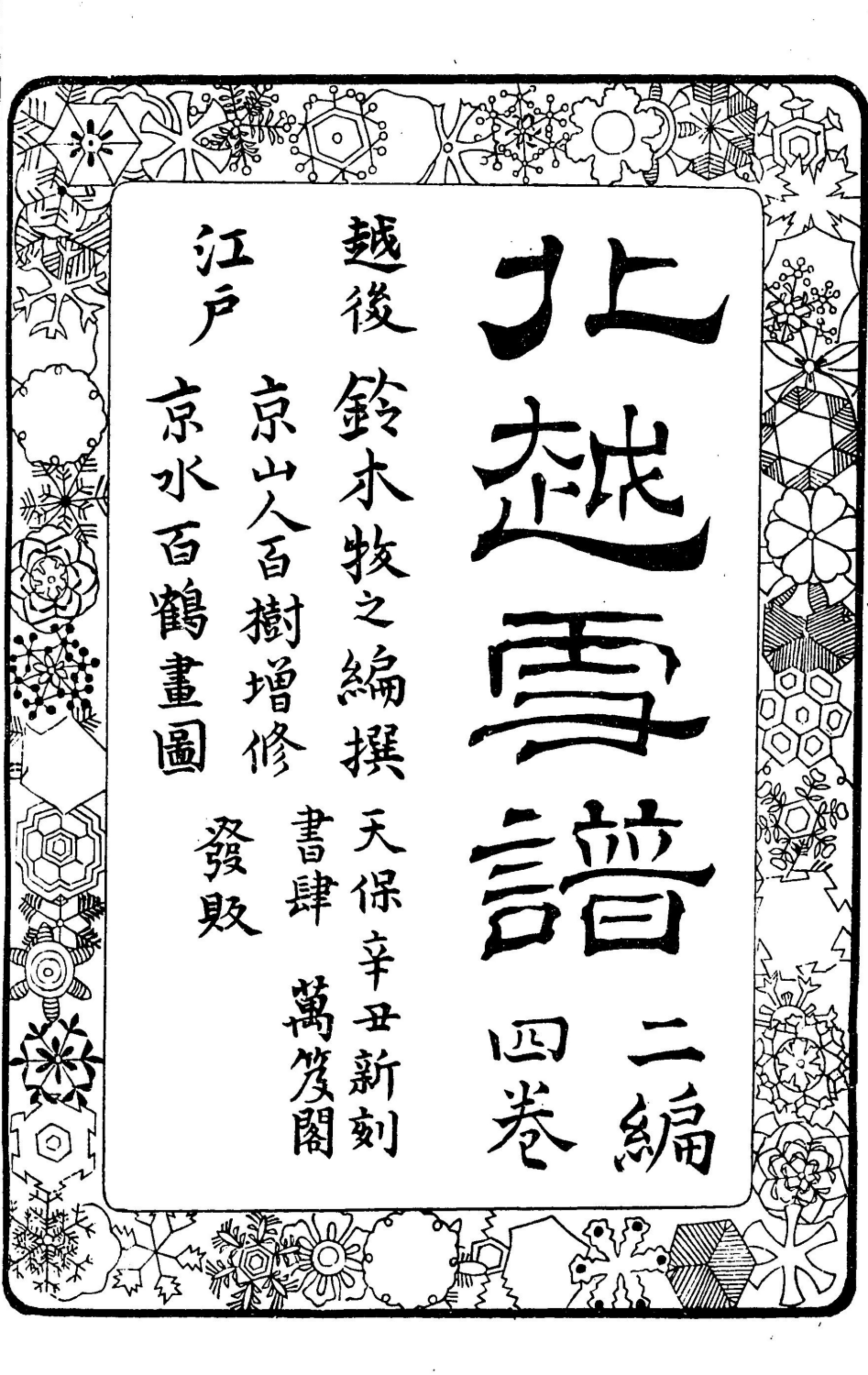
『北越雪譜』二編 巻一（鈴木牧之著、天保12年（1841年）刊）

160作品以上の作品を手がけ、その著述活動は前期・後期に分けられる。前期は文化年間から文政10年頃までで、京伝の模倣から演劇を素材とした作品、そして御家騒動物や隠謀物の作品へと展開していく。後期は文政10年から最晩年までで、長編合巻を中心に手がけた。
京山の作風は、複雑な筋書きや奇抜な趣向ではなく、平易な会話を交えた文章で気質物や演劇の趣向を借用し、家庭的・世間的な教訓を描くものである。娘が武家奉公をしていたため、女性道徳を強調する傾向がある。
『復讐妹背山物語』（文化4年（1807年）刊）や『昔模様娘評判記』（天保6年（1835年）刊）が代表作である。ほかに『大晦日曙草子』（天保10年（1839年））や『朧月猫草帋』（天保13年（1842年） - 嘉永2年（1849年））、『教草女房形気』（弘化3年（1846年））などがある。また、『歴世女装考』（弘化4年（1847年）成立）などの随筆は、近世風俗考証の上で貴重な史料となっている。

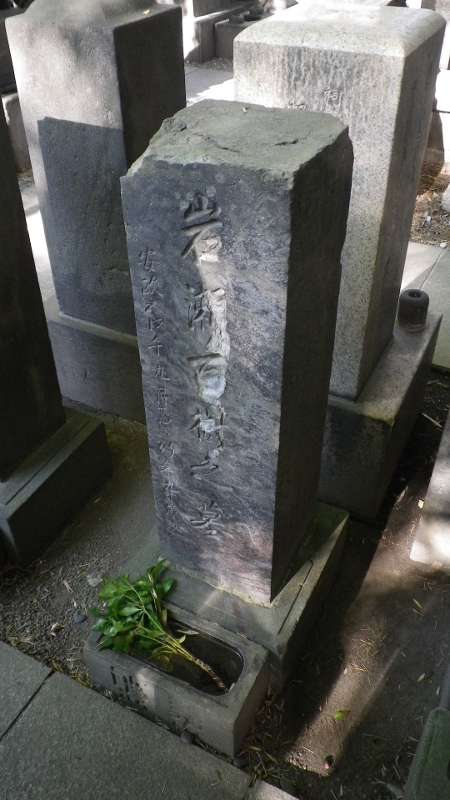
山東京山の墓